# 1830m
《1830m》是日本女子偶像團體AKB48的第二张录音室专辑，於2012年8月15日由KING RECORDS發行。

## 概要
廣告標語是「然後、少女們繼續邁向夢想」。
DISC 1以单曲及单曲剧场盘中的B面曲为主，DISC 2则主要是新创作的曲目。
2012年7月16日在福冈海洋展览馆举办的握手会上发表了专辑的标题「1830m」，此名稱是指从AKB48劇場到东京巨蛋的距离。收錄34首曲全部由綜合製作人秋元康作詞，樂曲的編曲多半數由野中"まさ"雄一担当。
本專輯在由國際唱片業協會、香港电台和香港IFPI唱片协会合办的「2012年IFPI香港唱片销量大奖」颁奖礼中獲得了「最畅销日语唱片大奖」。

## 收录曲目
下方列表中提及的单曲張數指的是包括網路下載限定单曲《Baby! Baby! Baby!》在內的單曲排序，但該統計不包括另一首同樣是純網路下載、但主要作為公益用途的特別單曲《為了誰 -What can I do for someone?-》。

### CD
封面照片（如本條目圖片，上排左開始）：渡邊麻友、小嶋陽菜、前田敦子、板野友美、篠田麻里子　（下排）松井珠理奈、柏木由紀、高桥南、大島優子、指原莉乃
封底照片（上排左開始）：峯岸南、河西智美、島崎遥香、橫山由依、北原里英　（下排）山本彩、梅田彩佳、渡邊美優紀、宮澤佐江、松井玲奈、高城亞樹
DISC1
1. 《First Rabbit》（ファースト・ラビット）[4:49] 
（作詞：秋元康、作曲・編曲：楊慶豪）
  - 电影『AKB48 永遠在一起』主題歌
  - NOTTV『AKB48的你、是谁？』片头曲

2. 《黃金中央人物》 [3:50] - Team 研究生
  - 20th单曲劇場盤B面曲

（作詞：秋元康、作曲：饭田建彦、編曲：野中"まさ"雄一、吉他演奏：堀崎翔）
3. 《迷你裙精靈》（ミニスカートの妖精）[3:59] - 伊豆田莉奈、サイード横田絵玲奈、平田梨奈
（作詞：秋元康、作曲：Hujinotakahumi、編曲：原田Nao）
  - TeamA 6th Stage「目擊者」的前座曲

4. 《崇尚麻里子》 [4:39] 
（作詞：秋元康、作曲：川浦正大、編曲：生田真心）
  - 24th单曲表题曲

5. 《批判者》 [4:11] - Team 研究生
（作詞：秋元康、作曲・編曲：Shikidatadashi）
  - 21st单曲劇場盤B面曲

6. 《柠檬的年纪》（檸檬の年頃）[4:00] - 小林茉里奈、名取稚菜、佐佐木優佳里、武藤十夢
（作詞：秋元康、作曲：すみだしんや、編曲：野中"まさ"雄一）
  - TeamK 6th Stage「RESET」的前座曲

7. 《恋爱总选举》（恋愛総選挙）[3:32] - YM7
（作詞：秋元康、作曲：平野友義、編曲：原田Nao）
  - NBGI《AKB 1/149 恋爱总选举》「 優子C 編」「麻友B 編」「珠理奈A 編」广告曲

8. 《野菜占卜》 [3:51] - 野菜姐妹 
（作詞：秋元康、作曲：TANATONOTE、編曲：武藤星児）
  - 22nd单曲劇場盤B面曲

9. 《Everyday、髮箍》 [5:14]
（作詞：秋元康、作曲・編曲：井上ヨシマサ）
  - 21st单曲表題曲

10. 《衝吧！企鵝》 [4:04] - Team 4
（作詞：秋元康、作曲：织田哲郎、編曲：野中"まさ"雄一）
  - 24th单曲劇場盤B面曲

11. 《浪漫捉迷藏》（ロマンスかくれんぼ）[3:25] - 大森美優
（作詞：秋元康、作曲：佐藤準、編曲：野中"まさ"雄一）
  - TeamB 5th Stage「剧场的女神」前座曲

12. 《蓓蕾》 [3:43] - Team 4+研究生
（作詞：秋元康、作曲：伊藤心太郎、編曲：野中"まさ"雄一）
  - 23rd单曲劇場盤B面曲

13. 《如果是榮格或佛洛伊德》 [4:29]- Special Girls C
（作詞：秋元康、作曲：酒井康男、編曲：野中"まさ"雄一）
  - 25th单曲劇場盤B面曲

14. 《飞翔入手》 [4:16]
（作詞：秋元康、作曲：すみだしんや、編曲：生田真心）
  - 22nd单曲表題曲

15. 《风正在吹》 [3:42] 
（作詞：秋元康、作曲：河原嶺旭、編曲：河原嶺旭・野中"まさ"雄一）
  - 23rd单曲表題曲

16. 《变成樱花树》 [5:31]
（作詞：秋元康、作曲：横健介、編曲：野中"まさ"雄一）
  - 20th单曲表題曲 　

17. 《GIVE ME FIVE!》 [5:00]
（作詞：秋元康、作曲：笹渕大介、編曲：野中"まさ"雄一）
  - 25th单曲表題曲 　

DISC2
※带有★标记的是剧场盘中未收录的曲目。 
1. 《Hate》 - Team A
2. 《塑膠的雙唇》（プラスティックの唇） - 篠田麻里子
3. 《大部份的回憶》（思い出のほとんど） - 高橋南、前田敦子
4. 《離家出走的夜晚》（家出の夜） - Team K
5. 《不怕聲名狼藉！》（スキャンダラスに行こう!） - 小嶋陽菜、大島優子
6. 《不算》（ノーカン） - Team B
7. 《而且不叫酪梨啦…》（アボガドじゃねーし...） - 渡辺麻友、指原莉乃
8. 《直角Sunshine》 - Team 4
9. 《我們 現在 應該好好談談》（僕たちは 今 話し合うべきなん） - 板野友美、柏木由紀
10. 《樱桃与孤独》（さくらんぼと孤独） - Team 研究生
11. ★《珍貴的時間》（大事な時間）
12. 《在曾經看見的海底》（いつか見た海の底） - Up-and-coming girls
13. ★《肚子咕咕叫》（ぐーぐーおなか）
14. ★《溫柔的地圖》（やさしさの地図）
15. ★《慢走》（行ってらっしゃい）
16. 《藍天 不會寂寞嗎？》（青空よ 寂しくないか？） - AKB48+SKE48+NMB48+HKT48
17. 《櫻花花瓣 ～前田敦子 solo ver.～》（桜の花びらたち ～前田敦子 solo ver.～）

### DVD
（随通常盤发行）
- 舞蹈影像

1. 《Everyday、发箍》（中心：伊豆田莉奈）
2. 《飞翔入手》（中心：小森美果）
3. 《风正在吹》（中心：伊豆田莉奈）
4. 《崇尚麻里子》（中心：松井咲子）

## 選抜成员
所屬Team以發售時間為準

### First Rabbit
- Team A：小嶋陽菜、篠田麻里子、高城亚树、高橋南、前田敦子
- Team K：板野友美、大島優子、峯岸南、横山由依
- Team B：柏木由紀、北原里英、渡辺麻友
- Team 4：大場美奈、島崎遥香、山内鈴兰
- HKT48 Team H：指原莉乃

### 恋爱总选举
（YM7名义）
- Team A：高城亜樹
- Team B：河西智美、小森美果、佐藤堇、宮崎美穂
- Team 4：竹内美宥
- HKT48 Team H：指原莉乃

### 珍貴的時間
- Team A：小嶋陽菜、篠田麻里子、高橋南、前田敦子
- Team K：板野友美、大島優子
- Team B：柏木由紀、渡辺麻友

### 在曾經看見的海底
（Up-and-coming girls名義）
- Team B：渡辺麻友
- Team 4：入山杏奈、加藤玲奈、川荣李奈、島崎遥香
- Team 研究生：大島涼花[注 2]
- SKE48 Team S / AKB48 Team K：松井珠理奈
- SKE48 Team S：木崎由里亞、矢神久美
- SKE48 Team E：木本花音
- NMB48 Team N / AKB48 Team B：渡辺美優紀
- NMB48 Team N：山田菜菜
- NMB48 Team M：城恵理子
- HKT48 Team H：兒玉遥、菅本裕子[注 3]、宮脇咲良

### 肚子咕咕叫
- Team A：岩佐美咲、前田敦子、前田亜美
- Team K：仁藤萌乃、藤江丽奈
- Team B：石田晴香、小森美果、佐藤亜美菜、佐藤堇

### 溫柔的地圖
- Team A：篠田麻里子、高橋南
- Team K：横山由依
- Team B：柏木由紀
- Team 4：入山杏奈、加藤玲奈、島崎遥香
- SKE48 Team S：木崎由里亞
- NMB48 Team M：城恵理子
- HKT48 Team H：兒玉遥

### 慢走
- Team A：小嶋陽菜、篠田麻里子、高城亜樹、高橋南、前田敦子
- Team K：板野友美、大島優子、峯岸南、横山由依
- Team B：柏木由紀、渡辺麻友
- HKT48 Team H：指原莉乃

## 注解

### 备注
1. ↑  2012年12月12日开始。
2. ↑  大島涼花是13期生首个参加唱片录制的成员。
3. ↑  菅本是首次参加AKB48的唱片录制。